# Markus Hirsch
Markus Hirsch (maďarsky Hirsch Márkus, 9. února 1833 Tiszabő – 18. května 1909 Hamburk) byl maďarský rabín, řečník a teolog. Působil jako duchovní na několika místech v Uhersku, od roku 1880 pak jako vrchní pražský rabín a konečně od roku 1889 jako vrchní rabín v Hamburku.

## Život
Narodil se v uherské vsi Tiszabő, kde byl jeho otec Izsák Cevi Hirsch rabínem. Navštívil několik ješiv v Uhersku a zabýval se světskými vědami. Podle tehdejšího zvyku se v 18 letech oženil, ale brzy poté, co ovdověl, následně pokračoval v náboženských studiích. V Praze dva roky navštěvoval Karlo-Ferdinandovu univerzitu a poslouchal přednášky z Talmudu rabína Solomona Rappaporta. Poté se stal rabínem v Karcagu, kde založil školu a pomáhal budovat instituce náboženské komunity, s podobným zápalem pak působil i v komunitě ve své rodné vesnici.
V roce 1861 se stal vrchním rabínem městečka Óbuda. Stará, dobře známá, ale později upadající náboženská komunita za něj znovu vzkvétala. Ješiva, kterou udržoval, byla také velmi navštěvovaná. Když se v roce 1864 začala vláda vážně zabývat otázkou zřízení rabínského semináře, byl spolu se Sámuelem Lőbem Brillem z Pešti a Jakabem Steinhardtem z Aradu pověřen vypracováním plánu na založení koleje. Později se na něj vláda ještě několikrát obrátila s otázkam kodifikace židovských rituálů, manželského práva a dalších církevních záležitostí. Když v roce 1867 došlo ke konfiktu mezi konzervativními a pokrokovými členy náboženské obce v v Košicích, vyslala jej vláda jako smírčího komisaře, aby situaci uklidnil.
V letech 1868–1869 se na židovském kongresu zasazoval o smír mezi náboženskými stranami, ale neúspěšně. V roce 1880 se díky svému věhlasu stal rabínem náboženské obce v Praze. V dalších letech pak odešel k výkonu stejné pozice v německém Hamburku a později patřil k uznávaným vůdcům osvíceného německého konzervativního židovstva.
Markus Hirsch zemřel 18. května 1909 v Hamburku ve věku 76 let.